# Gymslip
Une gymslip est une tunique sans manches et sans col avec une jupe plissée que l'on voit le plus souvent dans l'uniforme scolaire des filles. Le terme gymslip fait principalement référence à l'uniforme scolaire britannique et à la tenue sportive britanniques ; elle est un type de robe chasuble.

## Histoire
C'est à Mary Tait, élève de Martina Bergman-Österberg (en), pionnière de l'éducation physique des femmes en Grande-Bretagne, que l'on doit l'introduction de la gymslip comme tenue de sport féminine. Les gymslips étaient portées par les gymnastes et les athlètes d'athlétisme des années 1880 aux années 1920, car elles étaient plus mobiles que les tenues féminines traditionnelles, mais encore suffisamment modestes pour que les sous-vêtements restent cachés pendant l'activité sportive. Même dans cette tenue modeste, les gymslips en tant que vêtements de sport étaient toujours portées à l'abri des regards,.
Lorsqu'elles n'étaient pas portées en tant que vêtements de sport, les gymslips ou les robes pinafore étaient généralement portées sur un chemisier et remplaçaient une jupe. Un blazer pouvait être porté par-dessus, ou une culotte de sport par-dessous. Apparue dans les années 1900, la robe de sport devint obligatoire dans de nombreuses écoles privées, couvents et lycées dans les années 1920. Elle se rangea donc parmi les éléments courants de l'uniforme scolaire des filles , avec le chemisier.
Bien qu'elles aient été largement remplacées par des uniformes de style moderne, les gymslips sont toujours synonymes d'écolières en Grande-Bretagne, ce qui a donné lieu à l'expression argotique gymslip mum pour décrire une grossesse chez les adolescentes.
Parmi les représentations modernes bien connues de la gymslip, on peut citer les films de la série St Trinian's et, de manière moins traditionnelle, la pornographie en uniforme d'écolière, une utilisation qui bénéficia d'une couverture médiatique lorsqu'en 1991, la politicienne Clare Short condamna le fétiche en déclarant qu'une fille de la page 3 (en) en gymslip pouvait avoir plus de 16 ans, mais que sa finalité était de présenter les écolières comme des objets sexuels.

## Galerie

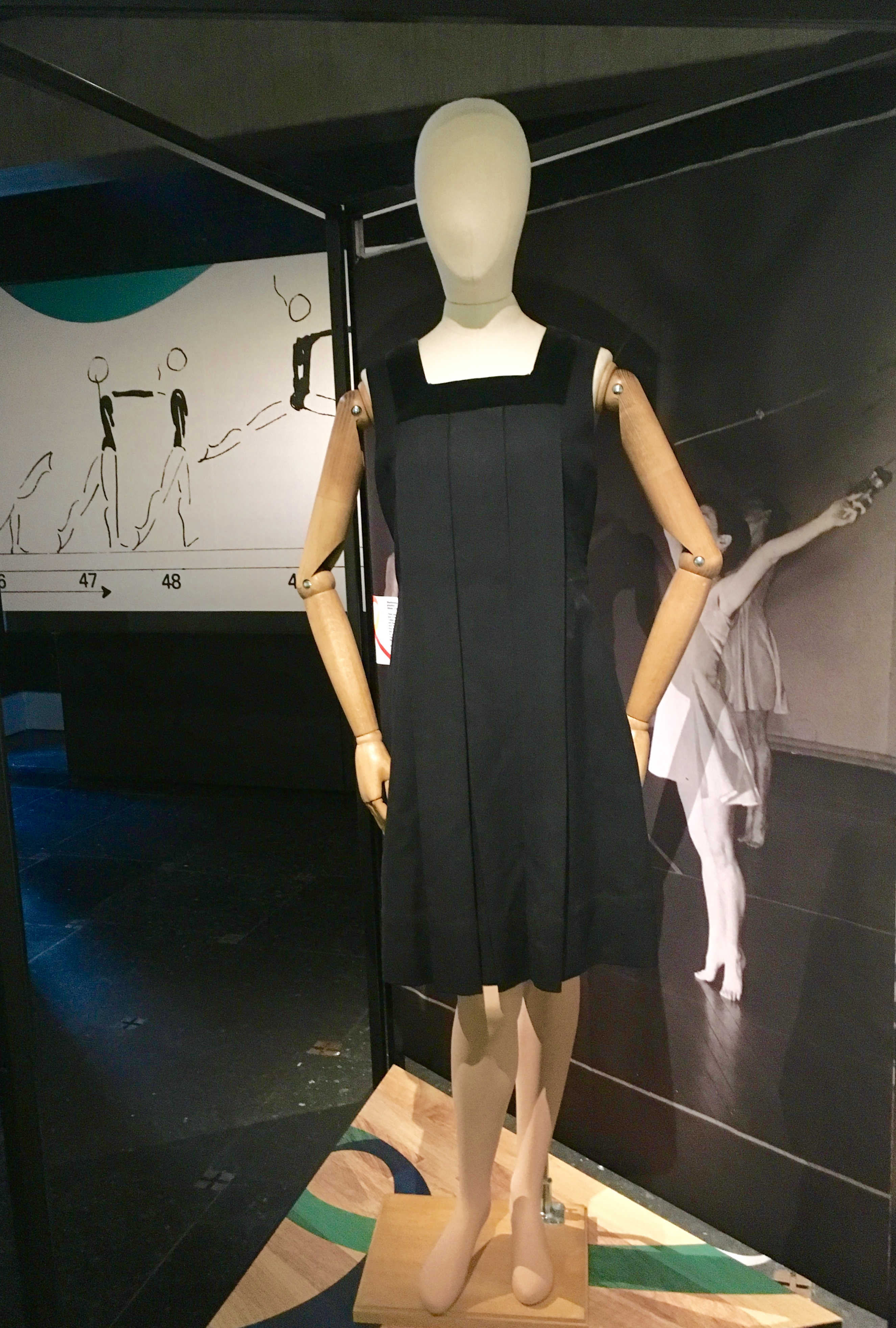
Gymslip en laine marine avec empiècement en velours, porté par les étudiants du Dunfermline College of Physical Education vers 1910 - 1920.
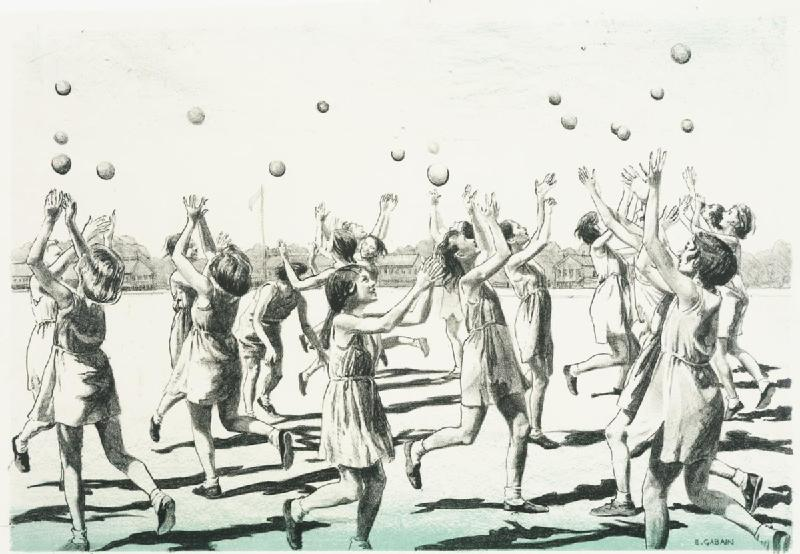
Une grande classe de filles, habillées en gymslips et chaussures Plimsoll (en), jouant dans un champ devant un camp de réfugiés, 1940. Dessin : Ethel Léontine Gabain
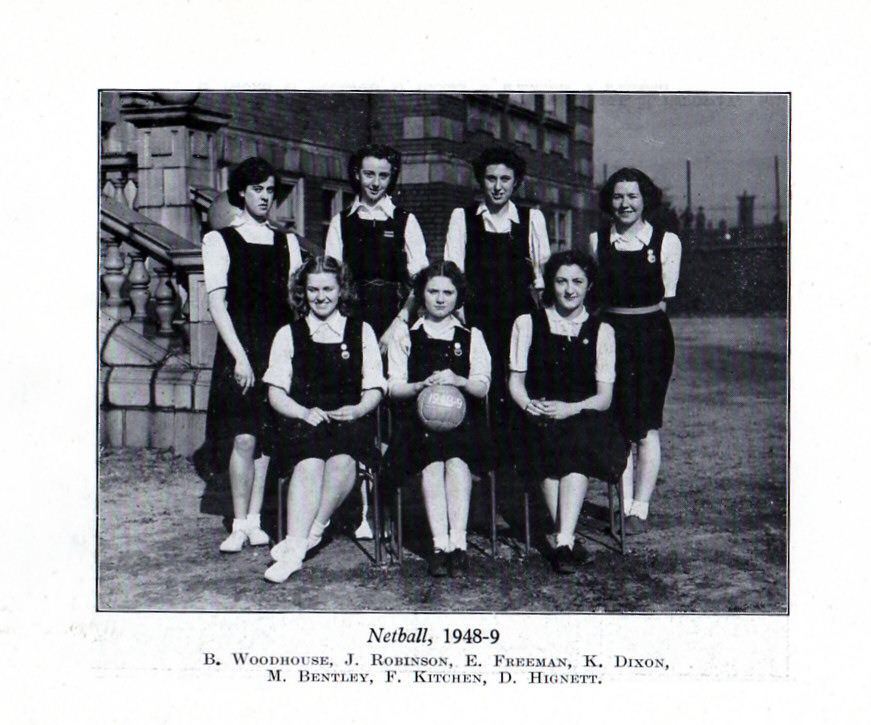
L'équipe de netball de la Hyde Grammar School (Greater Manchester, Angleterre) en 1949
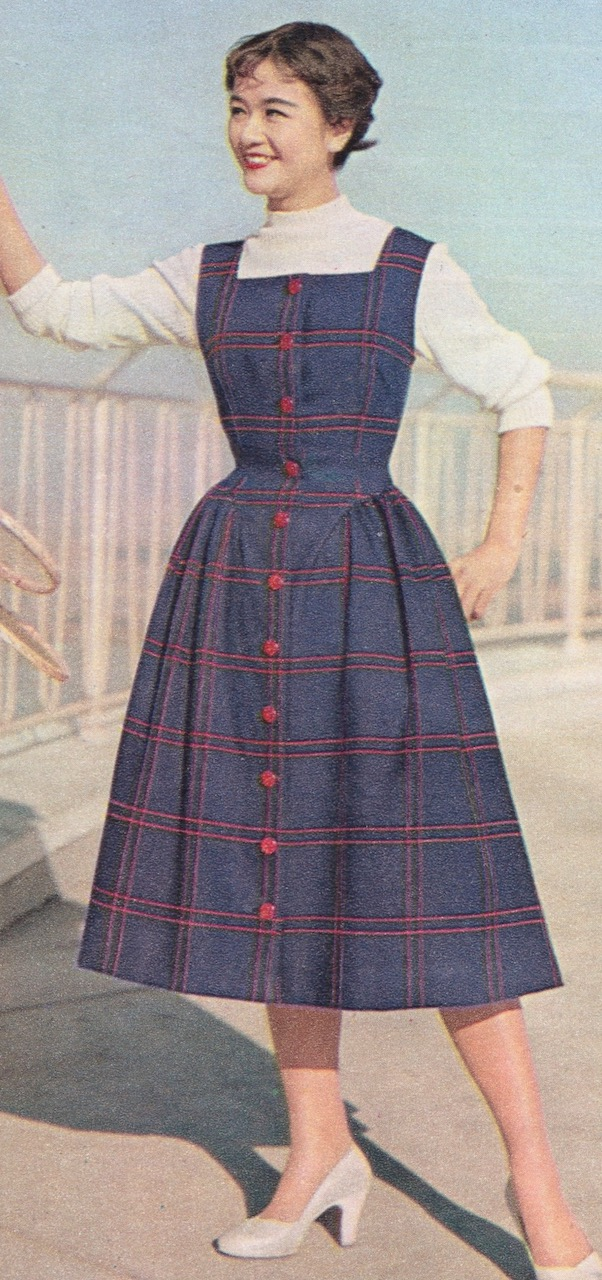
Jumper skirt, 1956